# Beloperone
Beloperone là chi thực vật có hoa trong họ Acanthaceae.